# Stiepan Polidorow
Stiepan Iwanowicz Polidorow (ros. Степан Иванович Полидоров, ur. 26 września 1882 w Rybińsku, zm. 21 września 1932 w Moskwie) – rosyjski rewolucjonista, radziecki polityk, działacz partyjny.
Syn nauczyciela, 1901-1907 studiował na Wydziale Historyczno-Filologicznym Uniwersytetu Moskiewskiego, 1905 wstąpił do SDPRR, bolszewik, agitator i propagandzista. Od stycznia 1906 kierował rybińską organizacją SDPRR, 1907-1908 prowadził nielegalną działalność w Jekaterynosławiu, Rybińsku i Moskwie, 1908 aresztowany w Moskwie, 1910 skazany na 12 lat pozbawienia wolności, 19 marca 1917 amnestionowany po rewolucji lutowej. Od grudnia 1919 do 11 czerwca 1920 przewodniczący Komitetu Wykonawczego Moskiewskiej Rady Gubernialnej, później pracownik Instytutu Propagandy Moskiewskiego Komitetu WKP(b).